# مايكل كين
وُلد السير مايكل كين (موريس جوزيف مايكلوايت الابن) في 14 مارس 1933، وهو ممثل ومنتج ومؤلّف إنجليزي. وقد ظهر في أكثر من 130 فيلمًا خلال مسيرته المهنية التي تمتدّ لأكثر من 60 عامًا ويُعتبر أيقونة الأفلام البريطانية. يشتهر كين بلهجة كوكني، إذ وُلد في جنوب شرق لندن.
حقّق نجاحًا باهرًا في ستينيات القرن العشرين من خلال أدوار البطولة التي لعبها في الأفلام البريطانية، بما في ذلك: «زولو» (1964)، و«ملف أبكرس» (1965)، وألفي (1966)، الذي رُشّح فيه لنيل جائزة أوسكار، وفيلم «المهمّة الإيطالية» (1969)، و«معركة بريطانيا» (1969). شملت أدواره في السبعينيات «اقبض، اقبض على كارتر» (1971) و«الوادي الأخير» (1971) و«التحرّي السري» (1972)، والذي حصل من خلاله على ترشيحه الثاني لجائزة الأوسكار، «الرجل الذي سيصبح ملكًا» (1975)، و«جسر بعيد جدًا» (1977). لقد حقّق بعضًا من أعظم نجاحاته المصيرية في ثمانينيات القرن العشرين، في فيلم «تعليم ريتا» (1983)، وحصل على جائزة بافتا وغولدن غلوب لأفضل ممثل عن ذلك الدور. في عام 1986، حصل على جائزة الأوسكار لأفضل ممثل مساعد عن أدائه في الفيلم الذي أخرجه وودي آلن «هانا وأخواتها».
لعب كين دور إبنزر سكروج في «دمية ترنيمة عيد الميلاد» (1992). كان ذلك الدور أول دور بطولة يلعبه منذ عدة سنوات، ما أدّى إلى انتعاش مسيرته المهنية في أواخر التسعينيات، وحصل على جائزة غولدن غلوب الثانية عن أدائه في فيلم «صوت خافت» في عام 1998، وحصل على جائزة الأوسكار الثانية لأفضل ممثل مساعد في «قوانين منزل سايدر»، في العام التالي. لعب كاين دور نايجل باورز في محاكاةٍ ساخرة من خلال فيلم «أوستن باورز في غولدميمبر» في عام 2002، ولعب دور ألفريد بيني وورث في ثلاثية المخرج كريستوفر نولان «فارس الظلام». ظهر في العديد من أفلام نولان الأخرى، بما في ذلك «العظمة» (2006) و«الاستهلال» (2010) و«بين النجوم» (2014). كما ظهر في فيلم من إخراج ألفونسو كوارون «أطفال الرجال» وأفلام كوميديا الحركة التي أخرجها ماثيو فون كفيلم «كينغزمان: الاستخبارات السرية». اعتبارًا من فبراير 2017، حققت الأفلام التي لعب أدوار البطولة فيها أكثر من 3.5 مليار دولار محليًا، وأكثر من 7.8 مليار دولار حول العالم. صُنّف كاين في المرتبة العشرين كواحدٍ من نجوم شباك التذاكر.
يعتبر كين أحد اثنين فقط من الممثلين المرشحين لجائزة الأوسكار للعمل في كل عقد من ستينيات القرن العشرين إلى أوائل القرن الحادي والعشرين، والآخر هو جاك نيكلسون. جرى ترشيح لورنس أوليفييه أيضًا لنيل جائزة الأوسكار في خمسة عقود مختلفة، بدءًا من عام 1939 وانتهاءً بعام 1978. ظهر كين في سبعة أفلام صنّفتها الجمعية البريطانية للأفلام في قائمة أفضل 100 فيلم بريطاني في القرن العشرين. في عام 2000، حصل كين على «زمالة بافتا»، ومنحته الملكة إليزابيث الثانية لقب فارس لمساهمته في السينما.
في أكتوبر 2023 أعلن الممثل الإنجليزي مايكل كين، أنه اعتزل التمثيل، وأن فيلم The Great Escape الذي بدأ عرضه في 6 أكتوبر 2023، سيكون آخر أفلامه.

## النشأة
وُلد مايكل كين موريس جوزيف مايكلوايت الابن في 14 مارس 1933 في مستشفى سانت أولاف في مقاطعة روثرهايت في لندن. كان والده يدعى موريس جوزيف مايكلوايت الأب (مواليد 20 فبراير 1899، سانت أولاف، برموندسي، لندن –1956، لامبيث، لندن)، حمالًا في سوق السمك للتراث الإنجليزي والإيرلندي، بينما كانت والدته الإنجليزية، إيلين فرانسيس ماري بورشيل (1900، كان ساوثويك، لندن –1989، لندن)، طباخةً وساحرة. اعتنق ديانة والدته البروتستانتية.
كان لدى كين أخٌ غير شقيق من والدته يدعى ديفيد ويليام بورشيل، وشقيق أصغر سنًا يدعى ستانلي مايكلوايت. نشأ وترعرع في ساوثوورك، لندن، وخلال الحرب العالمية الثانية، أُجلي إلى نورث رانكتون بالقرب من كينجز لين في نورفولك حيث كان يرعى حصان عربة يدعى لوتي كحيوان أليف. بعد الحرب، سُرّح والده، وحصلت الأسرة على سكن من مجلس مارشال غاردنز في منطقة إليفنت آند كاسل في منزل مُصنّع مسبقًا في كندا، حيث تضرّرت الكثير من المساكن في لندن جراء قصف لندن بين عامي 1940-1941:
«المساكن الجاهزة، كما كانت تُعرف آنذاك، كان الغرض من إنشائها أن تكون منازل مؤقّتة بينما يعاد بناء لندن، لكن انتهى بنا الأمر لنعيش هناك لمدة ثمانية عشر عامًا، وبالنسبة لنا كان ذلك المسكن، بعد أن عشنا في شقة مزدحمة مزوّدة بمرحاضٍ خارجي، فاخرًا.»
في عام 1944، اجتاز امتحانه الحادي عشر، وحصل على منحةٍ دراسية في مدرسة هاكني داونز (المعروفة سابقًا باسم «ذا غروسرز كومبانيز»). بعد عام، انتقل إلى مدرسة ويلسون للقواعد في كامبرويل (الآن مدرسة ويلسون في والينغتون، لندن)، والتي تركها في سن السادسة عشرة بعد حصوله على شهادة مدرسية في ستة مواد. ثم عمل لفترةٍ وجيزة ككاتب ملفات وساعٍ لشركة أفلام في شارع فيكتوريا ومنتج أفلام جاي لويس في شارع وردور.

## تغيير الاسم
في يوليو 2016 قرر مايكل تغيير اسمه الذي وُلد به وهو موريس ميكلوايت في جواز السفر، واستبداله باسم شهرته «مايكل كاين»، بعد ما عانى من إجراءات تدقيق إضافية في المطارت بسبب عدم تطابق الإسمين، خاصة بعد تكثيف الإجراءات في المطارات الأوروبية في تلك الفترة بعد الهجمات الإرهابية التي تعرضت لها باريس وبروكسيل،

وكان ميكلوايت عُرف باسمه الفني «مايكل كين» منذ عام 1953 إلا أن ذلك الأمر أصبح يسبب له تضييقا أمنيا في المطارات في الآونة الأخيرة بسبب تعارض اسم شهرته مع اسمه الحقيقي في الجواز، حيث ذكر الممثل أن رجال الأمن يرحّبون به باسمه الشهير مايكل كين، وعندما يعطيهم جواز سفره باسمه الحقيقي (موريس ميكلوايت) يتسبّب ذلك في إيقافه في المطار لمدة نحو ساعة.

## أفلام
- غنوميو و جولييت 2011
- الآن انت تراني 1 2013
- صائد الساحرات الأخير 2015
- الآن انت تراني 2 2016
- شارلوك غنومس 2018

## مواقع خارجية
- مايكل كين على موقع IMDb (الإنجليزية)
- مايكل كين على موقع ميتاكريتيك (الإنجليزية)
- مايكل كين على موقع الموسوعة البريطانية (الإنجليزية)
- مايكل كين على موقع روتن توميتوز (الإنجليزية)
- مايكل كين على موقع مونزينجر (الألمانية)
- مايكل كين على موقع ألو سيني (الفرنسية)
- مايكل كين على موقع ميوزك برينز (الإنجليزية)
- مايكل كين على موقع تيرنر كلاسيك موفيز (الإنجليزية)
- مايكل كين على موقع أول موفي (الإنجليزية)
- مايكل كين على موقع بوكس أوفيس موجو (الإنجليزية)